# Doryopteris nobilis
Doryopteris nobilis är en kantbräkenväxtart som först beskrevs av Moore, och fick sitt nu gällande namn av John Smith. Doryopteris nobilis ingår i släktet Doryopteris och familjen Pteridaceae. Inga underarter finns listade.